# Ahron Bregman

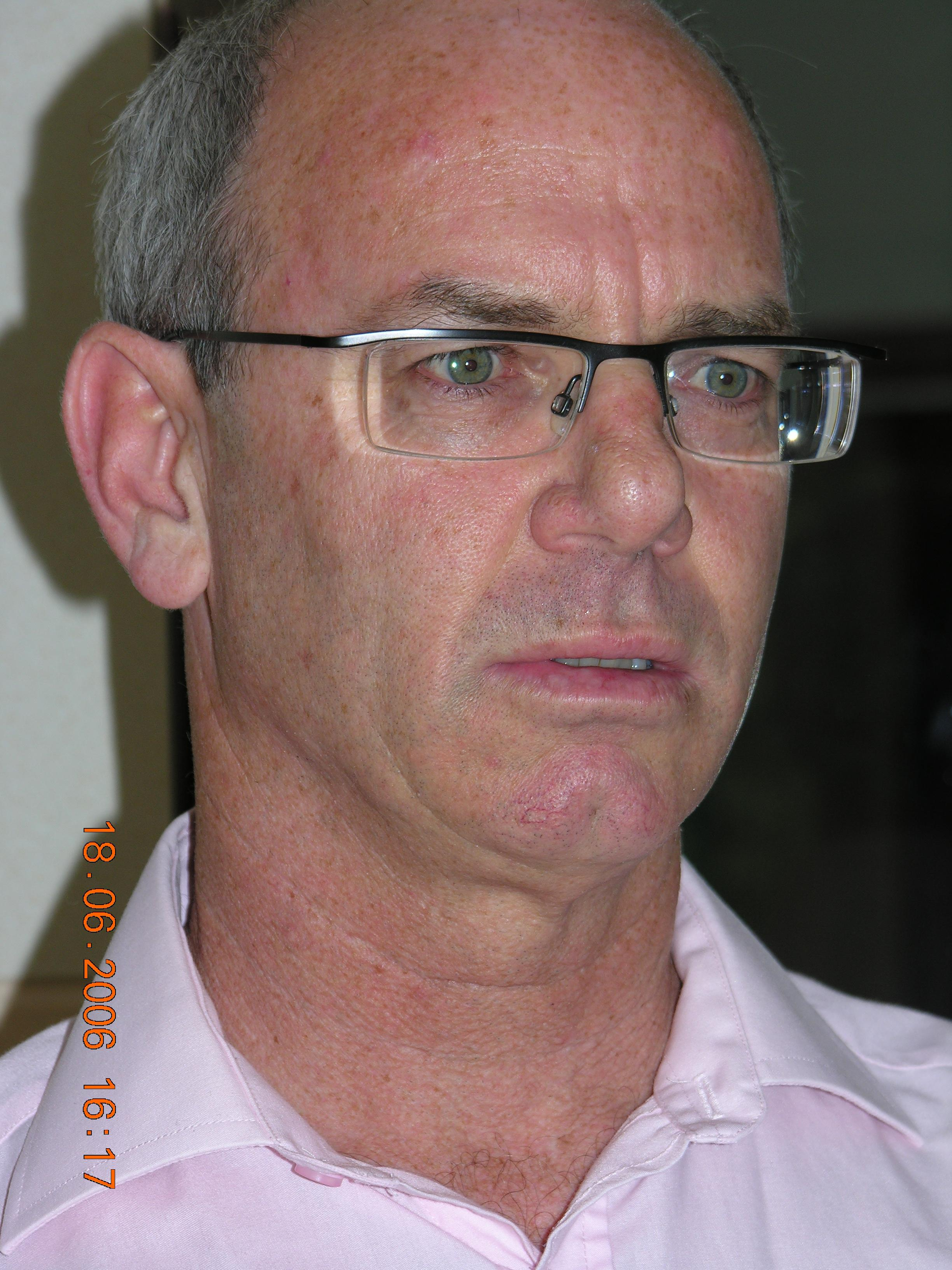
Ahron Bregman

Ahron (Ronnie) Bregman (hebräisch אהרון ברגמן; * 1958 in Israel) ist ein israelischer Politikwissenschaftler, Autor, Journalist und Experte des Nahostkonfliktes.

## Leben
Bregman diente in der Israelischen Armee als Artillerieoffizier und nahm 1982 am Libanonkrieg teil. Nach dem Krieg verließ er die Armee und studierte internationale Beziehungen und Politikwissenschaft an der Universität Jerusalem und arbeitete als parlamentarischer Assistent in der Knesset.
Nachdem er 1988 der Zeitung Ha'aretz ein Interview gab, in dem er erklärte, er würde sich weigern in den besetzten Gebieten zu dienen, verließ er Israel und ging nach England. Dort absolvierte er 1994 am King’s College London sein Doktorat. Seitdem hat Bregman mehrere Bücher und Artikel über den Nahostkonflikt und Nahostangelegenheiten geschrieben.
Seit 1994 schreibt Bregman Nachrufe für den Daily Telegraph für jüdische Welt und Israel und ist Dozent im Fachbereich Kriegswissenschaften des King’s College London.
2012 veröffentlichte Bregman einen Artikel, indem er sich selbst Vorwürfe machte, dass er die Identität des ägyptischen Super-Spions Ashraf Marwan verraten hatte. Marwan hatte für Israel spioniert, was erst später durch Bregman publik gemacht wurde, und war 2007 durch einen Sturz vom Balkon gestorben.
Bregman lebt mit seiner Frau Dana und seinen Kindern Daniel, Maya und Adam in London.

## Produktionen
Bregman ist Autor verschiedener Bücher, als auch Associate Producer/Consultant zweier wichtiger Fernsehserien.

## Bücher
Bregman hat mehrere Bücher verfasst.
- Living and Working in Israel
- Israel’s Wars: A History since 1947
- Israel and the Arabs: An Eyewitness Account of War and Peace in the Middle East
- The Fifty Years War: Israel and the Arabs (mit Jihan el-Tahri, zusammen mit der Fernsehserie)
- Israël et les Arabes: la guerre de cinquante ans (französisch)
- Israël en de Arabieren: De vijftigjarige oorlog (holländisch)
- اسرائيل والعرب : حرب الخمسين عاما (arabisch)
- Israel’s Wars: 1947–93
- A History of Israel
- Elusive Peace: How the Holy Land Defeated America (mit Jihan el-Tahri, zusammen mit der Fernsehserie)

- Gesiegt und doch verloren. Israel und die besetzten Gebiete (Originaltitel: Cursed victory, übersetzt von Werner Roller), Orell Füssli, Zürich 2015, ISBN 978-3-280-05573-1.

### Fernsehen
Er war auch Associate Producer und Akademischer Consultant zweier BBC Fernsehserien.
- Israel and the Arabs: The Fifty Years War
- Israel and the Arabs: Elusive Peace